# Thymus pulegioides
Il timo goniotrico (nome scientifico Thymus pulegioides L., 1753) è una pianta perenne della famiglia delle Lamiaceae.

## Etimologia
Il nome generico (Thymus) deriva da un antico nome greco usato da Teofrasto (371 a.C. – Atene, 287 a.C.), un filosofo e botanico greco antico, discepolo di Aristotele, autore di due ampi trattati botanici, per una pianta profumata utilizzata come incenso nei sacrifici. L'epiteto specifico (pulegioides) significa letteralmente "simile a pulegium"; pulegium è il nome di una pianta le cui foglie bruciate uccidono le pulci (da Gaio Plinio Secondo (Como, 23 – Stabiae, 25 agosto 79]) è stato uno scrittore, ammiraglio e naturalista romano).
Il nome scientifico della specie è stato definito da Linneo (1707 – 1778), conosciuto anche come Carl von Linné, biologo e scrittore svedese considerato il padre della moderna classificazione scientifica degli organismi viventi, nella pubblicazione "Species Plantarum - 2: 592. 1753" del 1753.

## Descrizione

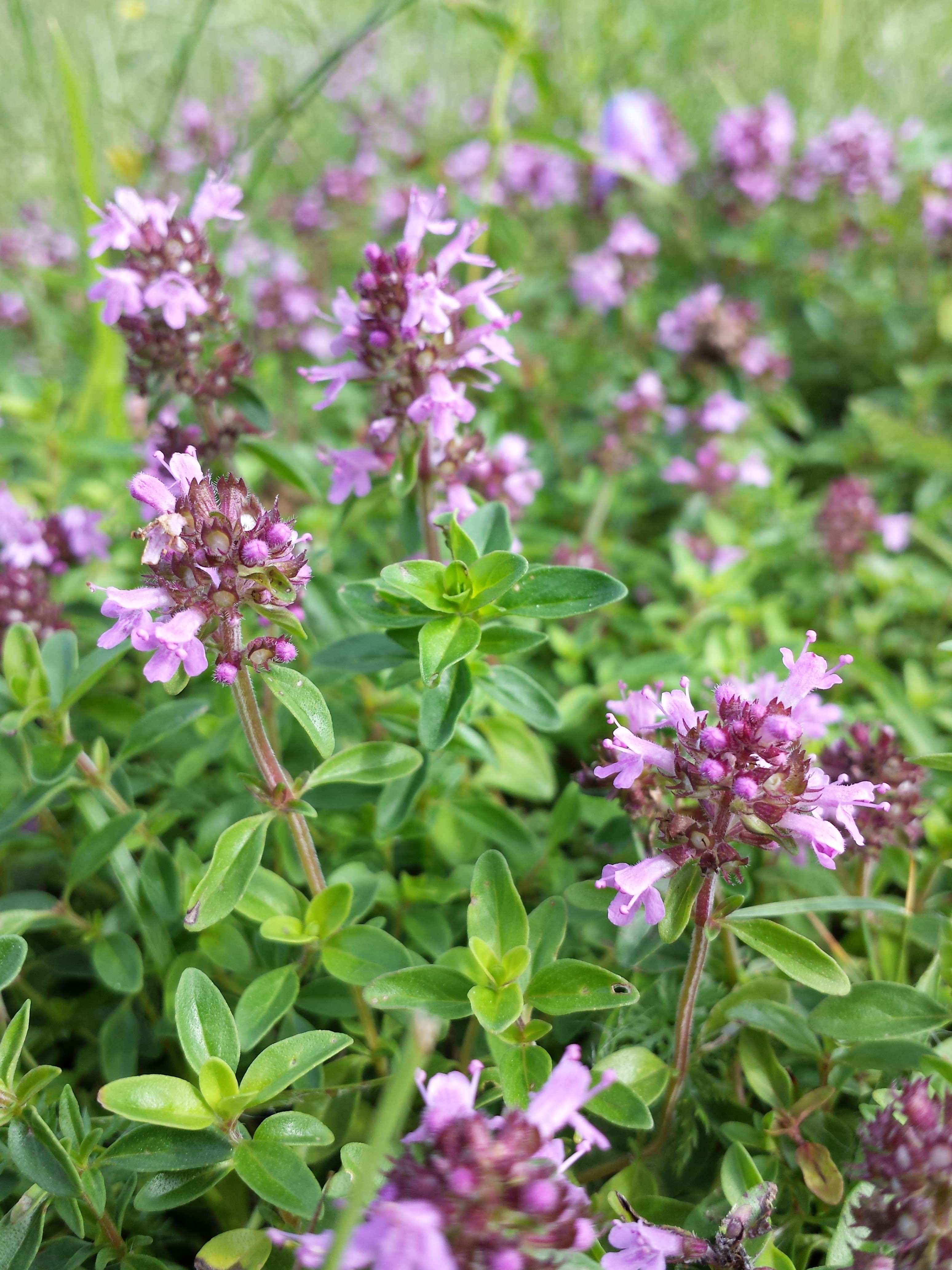
Il portamento

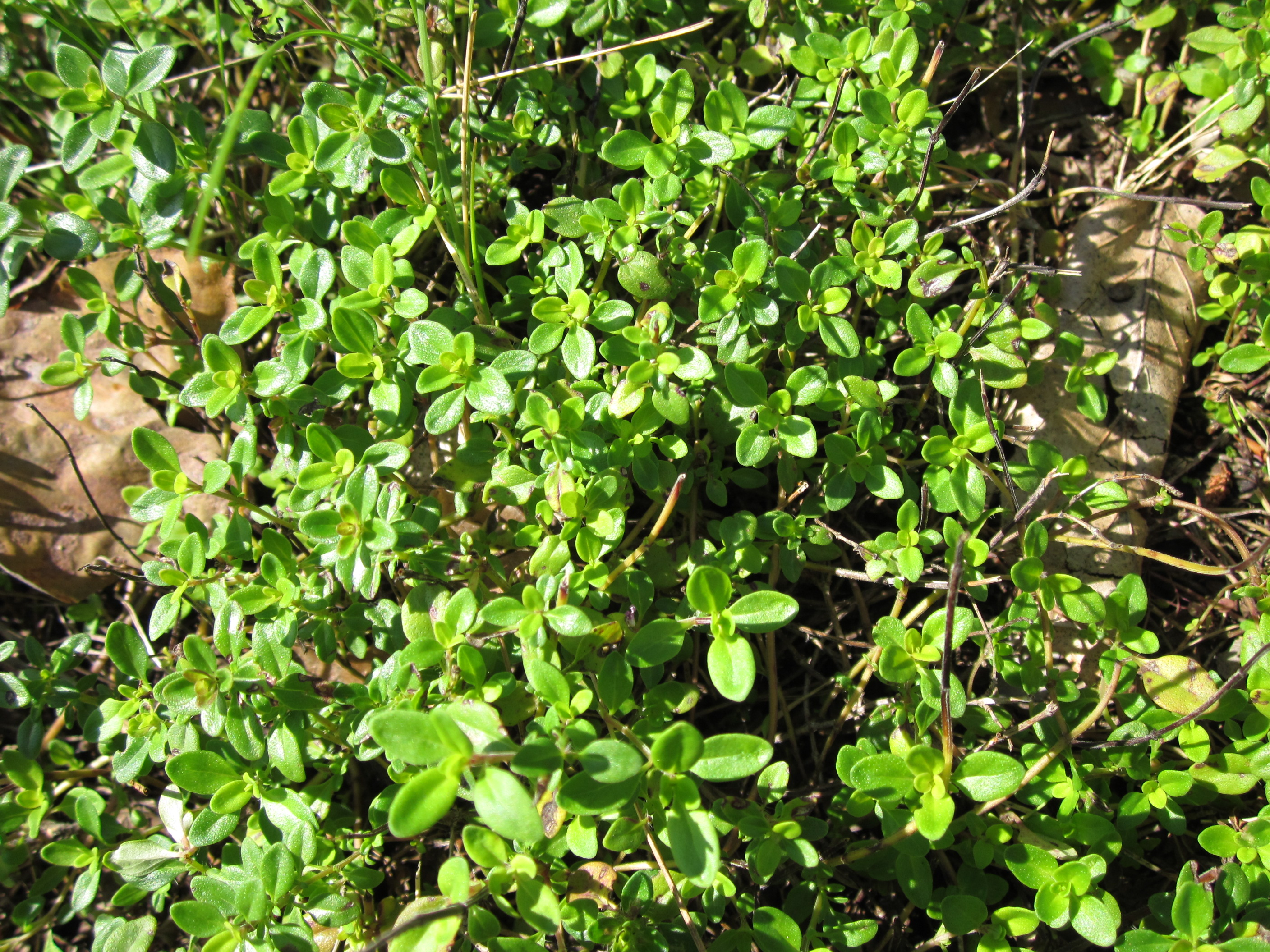
Le foglie

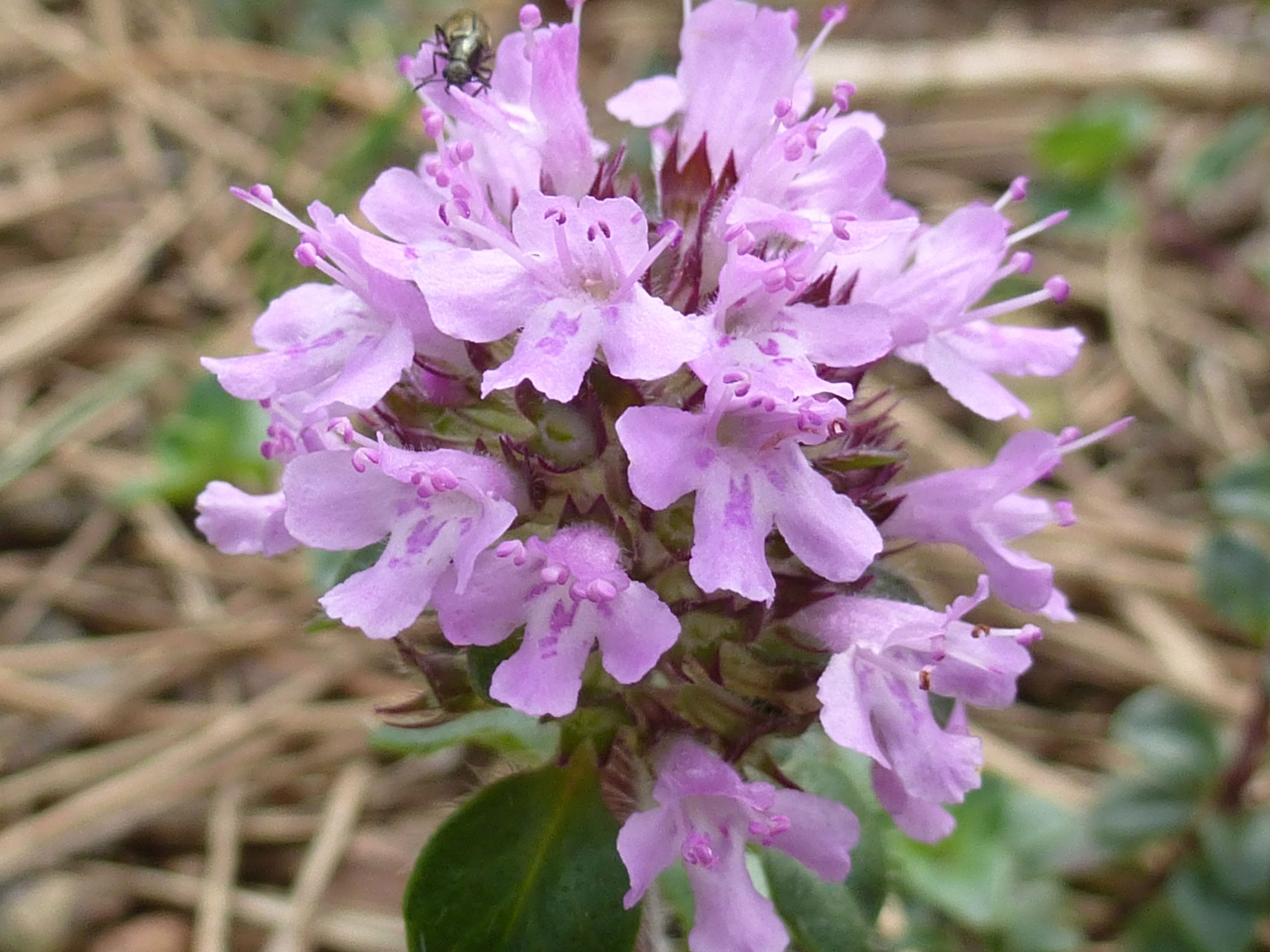
Infiorescenza

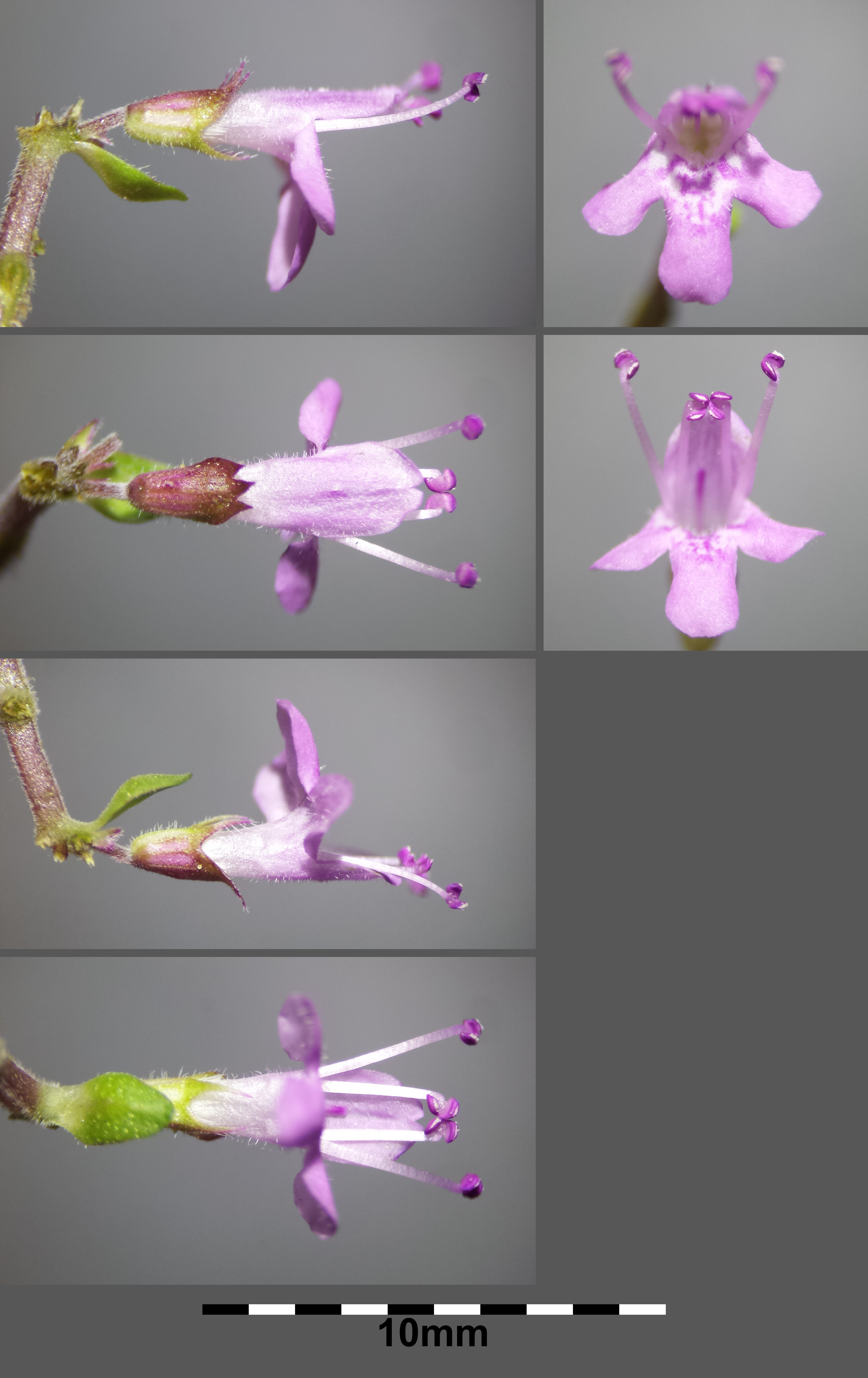
I fiori

Queste piante arrivano ad una altezza di 20 – 30 cm. La forma biologica è camefita reptante (Ch rept), sono piante che si distinguono per l'accrescimento degli organi aderente al suolo, con carattere strisciante. Possono essere presenti anche forme biologiche tipo camefita suffruticosa (Ch suffr), piante perenni e legnose alla base, con gemme svernanti poste ad un'altezza dal suolo tra i 2 ed i 30 cm (le porzioni erbacee seccano annualmente e rimangono in vita soltanto le parti legnose). In queste piante sono presenti delle ghiandole essenziali.

### Radici
Le radici sono del tipo fascicolato.

### Fusto
La parte aerea del fusto è pseudorepente (portamento suberetto o lievemente prostrato). Il fusto è tetragono, con una sezione quadrangolare, a causa della presenza di fasci di collenchima posti nei quattro vertici. I peli del fusto sono deflessi (inclinati verso il basso) lunghi 0,2 - 0,3 mm e del tipo goniotrico(si trovano solamente sui quattro angoli del fusto). 

### Foglie
Le foglie, picciolate, lungo il fusto sono disposte in modo opposto (in genere a 2 a 2) e ogni coppia successiva è disposta ad angolo retto rispetto alla sottostante. La forma varia da ovata a lanceolata. La proporzione fra larghezza/lunghezza varia da 1:2 a 1:3. Le foglie in genere sono subuguali tra di loro o progressivamente rimpicciolite verso l'apice. La consistenza è coriacea e la superficie è glabra con nervi deboli (sono poco rilevanti è più o meno verdi). I fascetti basali e le stipole sono assenti.

### Infiorescenza
Le infiorescenze sono formate da alcuni fiori raccolti in verticilli spicati eretti a forma da sferica a ovoide (le infiorescenze si trovano nella porzione superiore dei fusti). I verticilli sono terminali o (nel caso di infiorescenze allungate) ascellari distribuiti lungo il fusto più o meno spaziati. Le brattee dell'infiorescenza sono simili alle foglie.

### Fiore
I fiori sono ermafroditi, zigomorfi, tetrameri (4-ciclici), ossia con quattro verticilli (calice – corolla – androceo – gineceo) e pentameri (5-meri: la corolla e il calice, ossia il perianzio, sono a 5 parti).
- Formula fiorale. Per la famiglia di queste piante viene indicata la seguente formula fiorale:

X, K (5), [C (2+3), A 2+2] G (2), supero, 4 nucule
- Calice: il calice del fiore è del tipo gamosepalo e più o meno bilabiato (zigomorfo), con forme campanulate (convesso sul dorso) e terminate con 5 denti acuti disuguali: tre denti per il labbro superiore; due denti per quello inferiore. La superficie del calice, pubescente, è percorsa da una decina (10 - 13) di nervature longitudinali. Le fauci sono pelose per peli cotonosi e candidi. Lunghezza del calice: 3 – 5 mm.
- Corolla: la corolla, gamopetala, è a simmetria bilabiata (zigomorfa con struttura 1/3) terminante con 4 lobi patenti (due petali sono concresciuti). Il tubo è cilindrico-campanulato ed è ricoperto in parte dal calice. Il labbro superiore è piegato all'insù; il labbro inferiore ha tre lobi oblunghi. I lobi sono appena smarginati. Il colore varia da rosa a purpureo. Lunghezza della corolla: 5 – 6 mm.
- Androceo: gli stami sono quattro (manca il mediano, il quinto) didinami (una coppia è più lunga); sono tutti fertili e sporgono spaziati dal tubo corollino. I filamenti, adnati alla corolla, sono divergenti e ravvicinati al labbro superiore della corolla. Le antere, hanno forme più o meno arrotondate, mentre le teche sono due e separate. I granuli pollinici sono del tipo tricolpato o esacolpato.
- Gineceo: l'ovario è supero formato da due carpelli saldati (ovario bicarpellare) ed è 4-loculare per la presenza di falsi setti divisori all'interno dei due carpelli. La placentazione è assile. Gli ovuli sono 4 (uno per ogni presunto loculo), hanno un tegumento e sono tenuinucellati (con la nocella, stadio primordiale dell'ovulo, ridotta a poche cellule).[13]. Lo stilo inserito alla base dell'ovario (stilo ginobasico) è del tipo filiforme e più o meno lungo come gli stami. Lo stigma è bifido con lobi subuguali. Il nettario è un disco alla base e intorno all'ovario più sviluppato anteriormente e ricco di nettare.
- Fioritura: fiorisce nel periodo che va da (aprile) maggio a agosto.

### Frutti
Il frutto è uno schizocarpo composto da 4 nucule (tetrachenio) secche, con forme da ovoidi a oblunghe, con superficie liscia e glabra. L'endosperma è scarso o assente.

## Riproduzione
- Impollinazione: l'impollinazione avviene tramite insetti tipo ditteri e imenotteri, raramente lepidotteri (impollinazione entomogama).[9][14]
- Riproduzione: la fecondazione avviene fondamentalmente tramite l'impollinazione dei fiori (vedi sopra).
- Dispersione: i semi cadendo a terra (dopo essere stati trasportati per alcuni metri dal vento – disseminazione anemocora) sono successivamente dispersi soprattutto da insetti tipo formiche (disseminazione mirmecoria).

## Tassonomia
La famiglia di appartenenza della specie (Lamiaceae), molto numerosa con circa 250 generi e quasi 7000 specie, ha il principale centro di differenziazione nel bacino del Mediterraneo e sono piante per lo più xerofile (in Brasile sono presenti anche specie arboree). Per la presenza di sostanze aromatiche, molte specie di questa famiglia sono usate in cucina come condimento, in profumeria, liquoreria e farmacia. La famiglia è suddivisa in 7 sottofamiglie: il genere Thymus è descritto nella tribù Mentheae (sottotribù Menthinae) appartenente alla sottofamiglia Nepetoideae.
Il numero cromosomico di T. pulegioides (subsp. pulegioides) è: 2n = 28.

### Variabilità interspecifica e specie simili
Il genere Thymus è molto difficile da "trattare" in quanto le varie specie sono molto simili ad un esame superficiale. Solamente dopo una analisi completa del portamento compreso l'apice vegetativo e i rami laterali è possibile identificare un campione. Fondamentalmente si possono trovare tre tipi di portamento:
- (1) "repente": i fusti sono striscianti e radicanti ai nodi e terminano con un apice solamente foglioso (i fiori si trovano solamente sui rami laterali eretti);
- (2) "pseudorepente": come sopra ma tutti gli apici sono fioriferi;
- (3) "suberetto": il fusto è brevemente strisciante e tutti gli apici sono fioriferi.

Importante nell'identificare le varie specie è anche il riconoscimento del carattere dei peli lungo il fusto: tipo, lunghezza e distribuzione. In particolare si riconoscono tre tipi di distribuzione dei peli:
- "olotrica": i peli sono distribuiti tutto intorno al fusto;
- "anfitrica": i peli si trovano solamente sulle facce opposte, alternate ad ogni internodo;
- "goniotrica": i peli sono presenti solamente sugli angoli del fusto.

Anche il tipo di nervatura delle foglie è soggetta a variabilità interspecifica. Si distinguono nervature "forti" quando i nervi sono più sporgenti e colorati diversamente (paglierino) rispetto alla superficie della foglia; e nervature "deboli" per nervi meno rilevanti e colorati più o meno di verde come le foglie.
La pianta di questa voce fa parte del Gruppo di Thymus serpyllum (Serpillo, Serpolino e Pepolino) comprendente (relativamente alla flora spontanea del territorio italiano) le seguenti specie (oltre a Thymus pulegioides): Thymus kosteleckyanus Opiz, Thymus praecox Opiz, Thymus odoratissimus Mill., Thymus oenipontanus Heinr. Braun, Thymus thracicus Velen., Thymus longicaulis C. Presl e Thymus alpestris Tausch ex A.Kern. (la specie principale Thymus serpyllum non è presente in Italia). Le specie di questo gruppo sono molto simili tra di loro e spesso vengono confuse le une con le altre; i caratteri comuni a questo gruppo sono:
- la forma biologica può essere sia camefita reptante (Ch rept) che camefita suffruticosa (Ch suffr): nel primo caso gli organi sono aderenti al suolo, con carattere strisciante, nel secondo caso sono piante perenni e legnose alla base, con gemme svernanti poste ad un'altezza dal suolo tra i 2 ed i 30 cm (le porzioni erbacee seccano annualmente e rimangono in vita soltanto le parti legnose); spesso si trovano forme intermedie;
- i fusti sono legnosi alla base, più o meno prostrati o striscianti e spesso radicanti ai nodi;
- le foglie hanno una consistenza coriacea; la pelosità è variabile;
- le infiorescenze sono dense con forme da sferiche a ovali, più o meno allungate; gli apici fioriferi sono eretti;
- il calice è lungo 3 – 5 mm; la fauci sono ricoperte da un ciuffo di peli bianchi e cotonosi;
- il colore della corolla è da purpureo a rosa; la corolla è lunga 5 – 6 mm;
- il frutto è incluso nel calice che è persistente;

L'habitat tipico per queste specie sono i prati aridi di tipo steppico, le pietraie e le rupi soleggiate.
Sandro Pignatti della "Flora d'Italia" elenca, come specie simili a quella di questa voce, la specie Thymus ovatus Millerr (ora considerata sinonimo di T. pulegioides) e la specie Thymus subcitratus Schreber (ora considerata sinonimo di Thymus serpyllum L.)

### Sottospecie
Per questa specie sono presenti le seguenti sottospecie:

#### Sottospeciechamaedrys
- Nome scientifico: Thymus pulegioides subsp. chamaedrys (Fr.) Gusul., 1961
- Basionimo: Thymus chamaedrys Fr.
- Distribuzione: Spagna, Francia, Penisola Balcanica e Ucraina (non è presente in Italia).[20]
- Nota: non tutte le checklist riconoscono questa sottospecie.[21]

#### Sottospecieeffusus
- Nome scientifico:  Thymus pulegioides L. subsp. effusus (Host) Ronniger, 1936
- Basionimo: Thymus effusus Host
- Descrizione: il fusto è lungamente strisciante.
- Distribuzione: Francia e Penisola Balcanica (non è presente in Italia).[22]

#### Sottospeciemontanus
- Nome scientifico:  Thymus pulegioides L. subsp. montanus (Benth.) Ronniger, 1930.
- Basionimo: Thymus serpyllum var. montanus Benth.
- Descrizione: il fusto è brevemente strisciante o suberetto; le narvature delle foglie sono più rilevanti; il tubo del calice spesso è glabro.
- Distribuzione: in Italia è presente solamente nella regione Friuli-Venezia Giulia.[23] Nel resto dell'Europa si trova in Francia e nella Penisola Balcanica.[24]

#### Sottospeciepannonicus

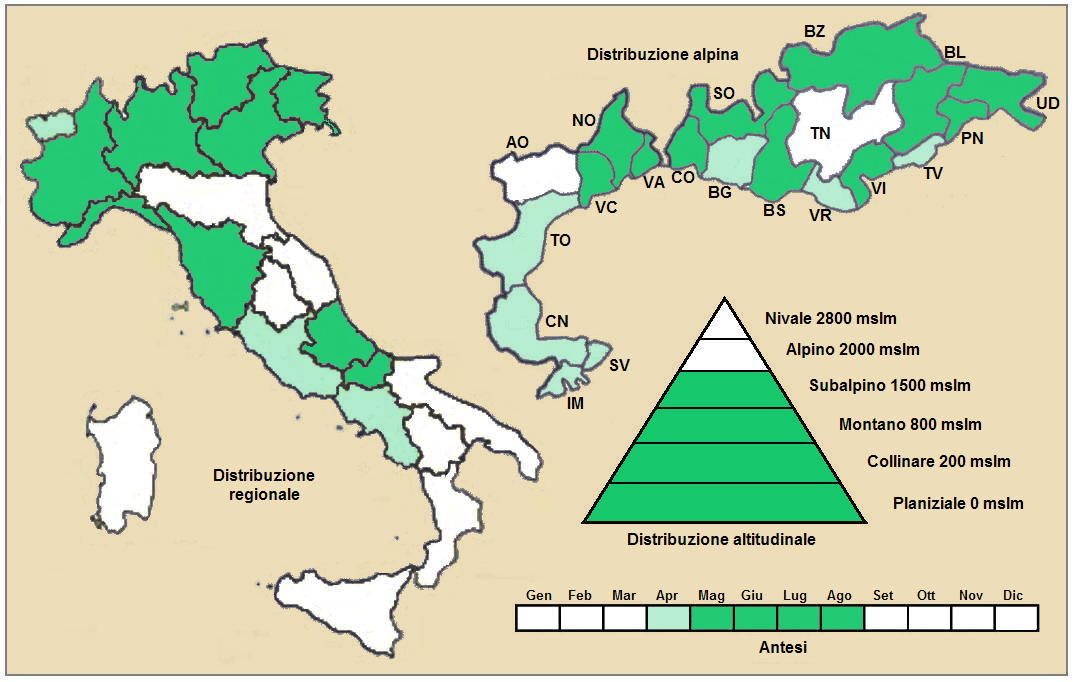
Distribuzione della pianta
(Distribuzione regionale – Distribuzione alpina)

- Nome scientifico: Thymus pulegioides subsp. pannonicus (All.) Kerguélen, 1993
- Basionimo: Thymus pannonicus All..
- Nome comune: Timo di Froelich.
- Descrizione: i fusti sono suberetti o brevemente pseudorepenti; la pubescenza dei fusti è di tipo anfitrico (per peli irsuti patenti lunghi 0,5 - 0,6 mm); la lamina delle foglie varia da lanceolata a ellittica, sono subuguali lungo tutto il fusto e sono villose su entrambe le facce.
- Distribuzione: in Italia è una sottospecie rara e si trova solamente al Nord. Nelle Alpi ha una distribuzione discontinua, ma si trova soprattutto a oriente. Fuori dall'Italia, sempre nelle Alpi, questa specie si trova in Francia (dipartimenti di Hautes-Alpes, Alpes-Maritimes e Savoia), Svizzera (cantoni Berna, Vallese, Ticino e Grigioni), Austria (Länder del Vorarlberg, Tirolo Settentrionale, Salisburgo e Carinzia) e Slovenia. Sugli altri rilievi europei collegati alle Alpi si trova nella Foresta Nera, Vosgi, Massiccio del Giura, Massiccio Centrale, Pirenei,e Carpazi.[25] Nel resto dell'Europa si trova al Centro e a Oriente (Nord escluso).[26]
- Habitat: l'habitat tipico per questo taxon sono i prati aridi, praterie rase anche rocciose. Il substrato preferito è calcareo con pH basico, bassi valori nutrizionali del terreno che deve essere arido.[25]
- Distribuzione altitudinale: sui rilievi queste piante si possono trovare fino a 1500 m s.l.m.; frequentano quindi i seguenti piani vegetazionali: collinare, montano e subalpino (oltre a quello planiziale – a livello del mare).
- Fitosociologia: dal punto di vista fitosociologico alpino questa sottospecie appartiene alla seguente comunità vegetale[25]:

- Formazione: delle comunità a emicriptofite e camefite delle praterie rase magre secche

- Classe: Festuco-Brometea

- Ordine: Festucetalia valesiacae

- Alleanza: Stipo-Poion xerophilae

- Numero cromosomico: 2n = 56.[27]

In altre checklist questa sottospecie è indicata come subsp. carniolicus (Borbás) P.A. Schmidt. Nella "Flora d'Italia" questa entità è indicata come Thymus froelichianus Opiz (o anche come Thymus carniolicus Borbàs). Inoltre Sandro Pignatti associa a questa sottospecie le specie Thymus pseudochamaedrys (Heinr.Braun) Ronniger ex Machule (sinonimo di Thymus oenipontanus Heinr.Braun) e la specie Thymus chamaedrys Fr. (sinonimo di T. pulegioides).

#### Sottospeciepulegioides

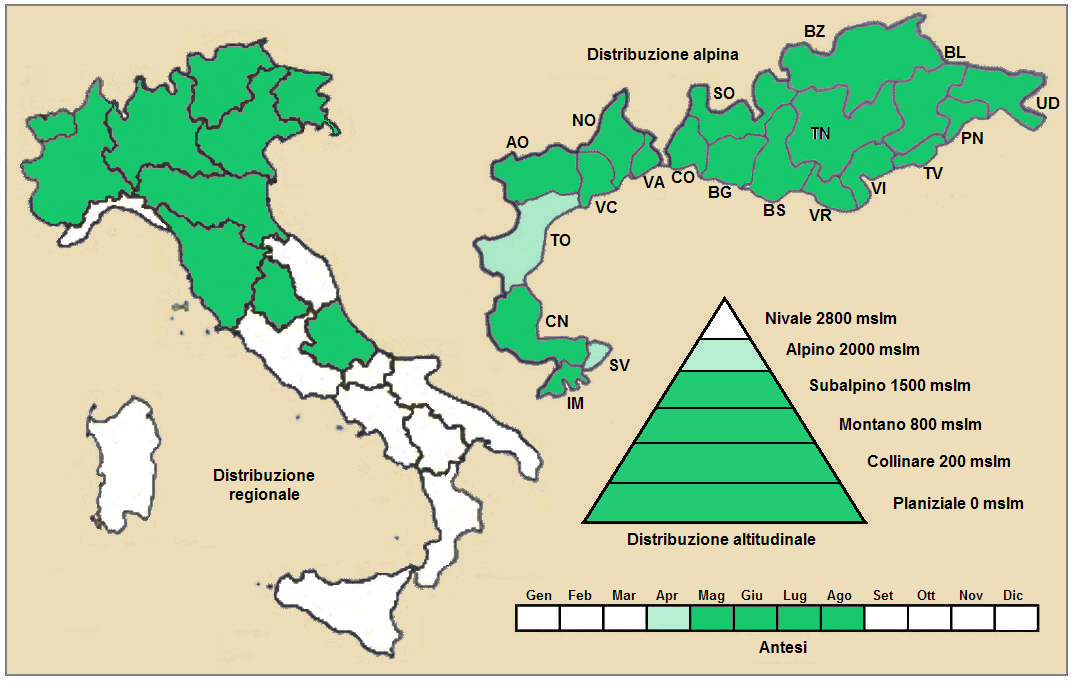
Distribuzione della pianta
(Distribuzione regionale – Distribuzione alpina)

- Nome scientifico: Thymus pulegioides L. subsp. pulegioides.
- Geoelemento: il tipo corologico (area di origine) è Eurasiatico.
- Distribuzione: in Italia è una sottospecie rara e si trova soprattutto al Nord. Sulle Alpi è ovunque presente. Sugli altri rilievi europei collegati alle Alpi si trova nella Foresta Nera, Vosgi, Massiccio del Giura, Massiccio Centrale, Pirenei e Carpazi.[30] Nel resto dell'Europa si trova dalla Penisola Iberica alla Russia e dalla Scandinavia alla Grecia.[31] Thynus pulegioides è presente anche in Canada.[32]
- Habitat: l'habitat tipico per questo taxon sono i prati aridi su silice, anche pietrosi e prati e pascoli mesofili. Il substrato preferito è calcareo ma anche siliceo con pH basico, bassi valori nutrizionali del terreno che deve essere secco.[30]
- Distribuzione altitudinale: sui rilievi queste piante si possono trovare fino a 2200 m s.l.m.; frequentano quindi i seguenti piani vegetazionali: collinare, montano, subalpino e in parte quello alpino (oltre a quello planiziale – a livello del mare).
- Fitosociologia: dal punto di vista fitosociologico alpino questa sottospecie appartiene alla seguente comunità vegetale:[30]

- Formazione: delle comunità a emicriptofite e camefite delle praterie rase magre secche

- Classe: Festuco-Brometea

- Ordine: Brometalia erecti

- Alleanza: Mesobromion

#### Sottospeciepilisiensis
- Nome scientifico: Thymus pulegioides subsp. pilisiensis (Borbás)
- Basionimo: Thymus ×pilisiensis Borbás
- Distribuzione: Romania e Ucraina (non è presente in Italia).[33]
- Nota: non tutte le checklist riconoscono questa sottospecie (potrebbe essere un sinonimo di Thymus porcii subsp. pilisiensis (Borbás) P.A.Schmidt.[21]

### Ibridi
La specie di questa voce forma i seguenti ibridi:
- Thymus × henryi Ronniger, 1924 - Ibrido con la specie Thymus serpyllum L..[34]
- Thymus × pseudoalpestris Ronniger ex Nachychko, 2016 - Ibrido con la specie Thymus alpestris Tausch ex A.Kern..[35]

### Sinonimi
Questa entità ha avuto nel tempo diverse nomenclature. L'elenco seguente indica alcuni tra i sinonimi più frequenti:
- Serpyllum chamaedrys (Fr.) Fourr.
- Serpyllum lanuginosum (Mill.) Fourr.
- Thymus alpestris var. praeflorens Ronniger
- Thymus callitrichifolius Sennen
- Thymus chamaedrys Fr.
- Thymus chamaedrys var. glabratus (Hoffmanns. & Link) Lange
- Thymus chamaedrys var. mughicolus Beck
- Thymus chamaedrys var. parvifolius Opiz ex Borbás
- Thymus chamaedrys var. rochelianus (Celak.) Nyman
- Thymus delicatulus Sennen
- Thymus flexicaulis Sennen
- Thymus glaber Mill.
- Thymus glabratus Hoffmanns. & Link
- Thymus jaquetianus (Ronniger) Debray
- Thymus juranyianus Borbás
- Thymus lanuginosus Mill.
- Thymus mughicolus (Beck) Dalla Torre
- Thymus oreus Charb.
- Thymus ovatus Mill.
- Thymus pallens Opiz ex Déségl.
- Thymus parvifolius Opiz ex Déségl.
- Thymus porcii Borbás
- Thymus porcii f. juranyianus (Borbás) Gusul.
- Thymus praeflorens (Ronniger) G.H.Loos
- Thymus pulegioides var. adscendens (Wimm. & Grab.) Cap
- Thymus pulegioides var. alsaticus Debray
- Thymus pulegioides var. calciphilus Debray
- Thymus pulegioides subsp. chamaedrys (Fr.) Gusul.
- Thymus pulegioides f. halensis (Lyka) P.A.Schmidt
- Thymus pulegioides var. jaquetianus Ronniger
- Thymus pulegioides var. parvifolius (Opiz ex Borbás) P.A.Schmidt
- Thymus pulegioides var. praeflorens (Ronniger) P.A.Schmidt
- Thymus pulegioides var. retzianus Debray
- Thymus pulegioides var. scleroderma Briq. ex Debray
- Thymus pulegioides subsp. similialpestris Debray
- Thymus pulegioides var. toutonii Debray
- Thymus pulegioides subsp. ucrainicus Klokov & Des.-Shost.
- Thymus pulegioides var. verbanensis Ronniger ex Debray
- Thymus pulegioides var. viridis (Celak.) P.A.Schmidt
- Thymus rochelianus Celak.
- Thymus serpyllum var. adscendens Wimm. & Grab.
- Thymus serpyllum f. adscendens (Wimm. & Grab.) Lyka
- Thymus serpyllum var. chamaedrys (Fr.) K.Koch
- Thymus serpyllum subsp. chamaedrys (Fr.) Schübl. & G.Martens
- Thymus serpyllum subsp. chamaedrys (Fr.) Celak.
- Thymus serpyllum f. conglomeratus Lyka
- Thymus serpyllum var. conglomeratus (Lyka) Lyka
- Thymus serpyllum f. csatoi Lyka
- Thymus serpyllum f. elatior Lyka
- Thymus serpyllum f. glaber (Mill.) Lyka
- Thymus serpyllum var. glaber (Mill.) Lyka
- Thymus serpyllum f. halensis Lyka
- Thymus serpyllum var. helveticus Lyka
- Thymus serpyllum subsp. jaquetianus (Ronniger) O.Bolòs & Vigo
- Thymus serpyllum var. miedeanus Lyka
- Thymus serpyllum var. minutus Lyka
- Thymus serpyllum f. noricus Lyka
- Thymus serpyllum var. ovatus (Mill.) Briq.
- Thymus serpyllum f. ovatus (Mill.) Lyka
- Thymus serpyllum subsp. ovatus (Mill.) Briq.
- Thymus serpyllum f. pallens (Opiz ex Déségl.) Lyka
- Thymus serpyllum var. pallens (Opiz ex Déségl.) Lyka
- Thymus serpyllum var. parviflorus Becker
- Thymus serpyllum var. parvifolius (Opiz ex Borbás) Briq.
- Thymus serpyllum f. parvifolius (Opiz ex Borbás) Lyka
- Thymus serpyllum f. porcii (Borbás) Lyka
- Thymus serpyllum var. praelongus Briq.
- Thymus serpyllum f. procerus Lyka
- Thymus serpyllum f. rochelianus (Celak.) Lyka
- Thymus serpyllum f. sylvestris Lyka
- Thymus serpyllum subsp. viridis Celak.
- Thymus sylvestris Schreb.
- Thymus ucrainicus (Klokov & Des.-Shost.) Klokov

Sinonimi della sottospecie chamaedrys
- Serpyllum chamaedrys (Fr.) Fourr.
- Thymus chamaedrys Fr.
- Thymus serpyllum subsp. chamaedrys (Fr.) Schübl. & G. Martens
- Thymus serpyllum var. chamaedrys (Fr.) Piré & f. Mull.
- Thymus mughicolus (Beck) Dalla Torre
- Thymus ovatus Mill.
- Thymus parvifolius Opiz ex Déségl.
- Thymus rochelianus Čelak.
- Thymus sylvestris Schreb.
- Thymus ucrainicus (Klokov & Des.-Shost.) Klokov
- Thymus pulegioides subsp. similialpestris Debray
- Thymus pulegioides subsp. ucrainicus Klokov & Des.-Shost.
- Thymus serpyllum subsp. ovatus (Mill.) Briq.
- Thymus chamaedrys var. mughicolus Beck
- Thymus chamaedrys var. parvifolius Borbás
- Thymus chamaedrys var. rochelianus (Čelak.) Nyman
- Thymus chamaedrys var. vestitus Lange
- Thymus pulegioides var. parvifolius (Borbás) P. A. Schmidt
- Thymus pulegioides var. vestitus (Lange) Jalas
- Thymus serpyllum var. ovatus (Mill.) Briq.
- Thymus serpyllum var. parvifolius (Borbás) Briq.
- Thymus serpyllum var. praelongus Briq.
- Thymus serpyllum f. ovatus (Mill.) Lyka
- Thymus serpyllum f. parvifolius (Borbás) Lyka
- Thymus serpyllum f. rochelianus (Čelak.) Lyka
- Thymus serpyllum f. sylvestris Lyka

Sinonimi della sottospecie effusus
- Thymus effusus Host
- Thymus serpyllum f. amarantoides  Lyka
- Thymus serpyllum f. capitulifer  Lyka
- Thymus serpyllum subsp. effusus  (Host) Lyka
- Thymus serpyllum f. exiguus  Lyka
- Thymus serpyllum f. expansus  Lyka
- Thymus serpyllum f. justinii  Lyka
- Thymus serpyllum f. longibardus  Lyka

Sinonimi della sottospecie montanus
- Thymus amplificatus (Schur) Dalla Torre & Sarnth.
- Thymus chamaedrys subsp. montanus (Benth.) Nyman
- Thymus clandestinus Schur
- Thymus danubialis (Simonk.) Simonk.
- Thymus enervius Klokov
- Thymus istriacus Heinr.Braun
- Thymus montanus Waldst. & Kit.
- Thymus montanus var. amplificatus Schur
- Thymus montanus var. danubialis Simonk.
- Thymus montanus var. flos-cuculi (Lyka) Ronniger
- Thymus montanus f. punctatus K.Malý
- Thymus parviflorus Opiz
- Thymus pulegioides var. barbulatus (Borbás ex Ronniger) Cap
- Thymus pulegioides var. clandestinus Ronniger
- Thymus pulegioides var. danubialis (Simonk.) Ronniger
- Thymus pulegioides var. imberbis (Lyka) Ronniger
- Thymus pulegioides var. istriacus (Heinr.Braun) Ronniger
- Thymus pulegioides var. parviflorus (Formánek) Ronniger
- Thymus pulegioides var. prolongatus Ronniger
- Thymus pulegioides var. rupicola Ronniger
- Thymus pulegioides var. succinifer Ronniger
- Thymus serpyllum f. danubialis (Simonk.) Lyka
- Thymus serpyllum f. eunervius Lyka
- Thymus serpyllum f. flos-cuculi Lyka
- Thymus serpyllum f. idae Lyka
- Thymus serpyllum f. imberbis Lyka
- Thymus serpyllum f. istriacus (Heinr.Braun) Lyka
- Thymus serpyllum f. margittaianus Lyka
- Thymus serpyllum var. montanus Benth.
- Thymus serpyllum subsp. montanus (Benth.) Arcang.
- Thymus serpyllum subsp. montanus Archang.

Sinonimi della sottospecie pannonicus
- Thymus amictus Klokov
- Thymus cadevallii Sennen & Pau
- Thymus calvifrons Borbás & Heinr.Braun
- Thymus carniolicus Borbás ex Déségl.
- Thymus chamaedrys var. vestitus Lange
- Thymus costei Sennen
- Thymus eisensteinianus Opiz
- Thymus freixei Sennen
- Thymus froelichianus Opiz
- Thymus gabrielis Sennen
- Thymus gouraudii Sennen
- Thymus latifolius (Besser) Andrz. [Illegitimate]
- Thymus laxifoliatus Sennen
- Thymus loevyanus auct.
- Thymus marschallianus Willd.
- Thymus marschallianus var. calvifrons Borbás & Heinr.Braun
- Thymus marschallianus var. latifolius Besser
- Thymus pannonicus All.
- Thymus pannonicus var. calvifrons (Borbás & Heinr.Braun) Soó
- Thymus pannonicus var. latifolius (Besser) Jalas
- Thymus pannonicus subsp. marschallianus (Willd.) Soó
- Thymus pannonicus var. marschallianus (Willd.) K.Koch
- Thymus platyphyllus Klokov
- Thymus pseudopannonicus Klokov
- Thymus pulegioides subsp. carniolicus (Borbás ex Déségl.) P.A.Schmidt
- Thymus pulegioides var. vestitus (Lange) Jalas
- Thymus semilei Sennen
- Thymus serpyllum var. acinoides K.Koch
- Thymus serpyllum var. amiantinus Lyka
- Thymus serpyllum f. argillosus Lyka
- Thymus serpyllum f. aridus Lyka
- Thymus serpyllum var. aridus (Lyka) Lyka
- Thymus serpyllum subsp. auctus Lyka
- Thymus serpyllum f. calvifrons (Borbás & Heinr.Braun) Lyka
- Thymus serpyllum var. carniolicus (Borbás ex Déségl.) Briq.
- Thymus serpyllum subsp. carniolicus (Borbás ex Déségl.) Lyka
- Thymus serpyllum f. dasypogon Lyka
- Thymus serpyllum f. eisensteinianus (Opiz) Lyka
- Thymus serpyllum subsp. froelichianus (Opiz) Malag.
- Thymus serpyllum var. froelichianus (Opiz) Lyka
- Thymus serpyllum var. glabrescens K.Koch
- Thymus serpyllum f. grandis Lyka
- Thymus serpyllum f. incanescens Lyka
- Thymus serpyllum f. insularis Lyka
- Thymus serpyllum f. jaurinensis Lyka
- Thymus serpyllum f. lasiophyllus Lyka
- Thymus serpyllum f. leucotrichus Lyka
- Thymus serpyllum subsp. marschallianus (Willd.) Nyman
- Thymus serpyllum f. moeszii Lyka
- Thymus serpyllum f. mollicomus Lyka
- Thymus serpyllum f. multibarbatus Lyka
- Thymus serpyllum f. natronatus Lyka
- Thymus serpyllum f. nyirensis Lyka
- Thymus serpyllum var. oiophyllus K.Koch
- Thymus serpyllum f. pachyneurus Lyka
- Thymus serpyllum var. pallidus K.Koch
- Thymus serpyllum subsp. pannonicus (All.) Celak.
- Thymus serpyllum f. pannonicus (All.) Lyka
- Thymus serpyllum var. pannonicus (All.) Briq.
- Thymus serpyllum f. pratensis Lyka
- Thymus serpyllum f. simulans Lyka
- Thymus serpyllum f. solstitialis Lyka
- Thymus serpyllum f. tirolensis Lyka
- Thymus serpyllum f. tornensis Lyka
- Thymus serpyllum f. villosissimus Lyka
- Thymus stepposus Klokov & Des.-Shost.

Sinonimi della sottospecie pilisiensis
- Thymus porcii subsp. pilisiensis (Borbás) P. A. Schmidt
- Thymus porcii f. pilistensis (Borbás) Guşul.

## Usi

### Farmacia
Secondo la medicina popolare questa pianta ha le seguenti proprietà medicamentose:
- antisettica (proprietà di impedire o rallentare lo sviluppo dei microbi);
- disinfettante: disattiva i microrganismi quali, batteri, virus, funghi, protozoi, spore;
- deodorante: preparazione cosmetica che ha lo scopo di evitare la formazione di sgradevoli odori corporei;
- espettorante (favorisce l'espulsione delle secrezioni bronchiali).

### Cucina
In cucina questa pianta è usata come condimento.

## Altre notizie
Il timo falso poleggio in altre lingue è chiamato nei seguenti modi:
- (DE)  Arznei-Thymian, Arznei-Quendel
- (FR)  Thym faux pouliot
- (EN)  Large Thyme